# Сети (зона в Непал)
Вижте пояснителната страница за други значения на Сети.
Сети е една от 14-те зони на Непал. Зоната е с население от 1 330 855 жители (2001 г.), а площта ѝ е 12 550 кв. км. Сети е разделена административно на 5 области. Намира се в часова зона UTC+5:45.